# Cosmia subtilis
Cosmia subtilis là một loài bướm đêm trong họ Noctuidae.